# Federazione cestistica dell'India
La Federazione cestistica dell'India è l'ente che controlla e organizza la pallacanestro in India.
La federazione controlla inoltre la nazionale di pallacanestro dell'India. Ha sede a Nuova Delhi e l'attuale presidente è Rajdeep Singh Gill.
È affiliata alla FIBA dal 1936 e organizza il campionato di pallacanestro dell'India.